# Jan Staszel (biegacz narciarski)
Jan Staszel (ur. 15 września 1950 w Dzianiszu) – polski biegacz narciarski, brązowy medalista mistrzostw świata.

## Kariera
Był zawodnikiem klubów Start Zakopane w latach 1969–1970 i 1973–1980 oraz WKS Legia Zakopane w latach 1971–1972. W 1969 roku w Leningradzie w kategorii juniorów zdobył 7. miejsce w biegu na 10 km. W 1971 roku w Szczyrbskim Plesie w zawodach o Puchar Tatr zajął 2. miejsce w biegu na 30 km.
Na igrzyskach olimpijskich w Sapporo w biegu na 15 km zajął 33. miejsce, a biegu na 30 km miejsce 29. Cztery lata później, podczas igrzysk w Innsbrucku w biegu na 15 km zajął 40. miejsce, w biegu na 30 km miejsce 24., a biegu na 50 km nie ukończył. W sztafecie 4 × 10 km razem z Janem Dragonem, Wiesławem Gębalą i Władysławem Podgórskim zajęli 13. miejsce.
W 1974 roku wystartował na mistrzostwach świata w Falun, gdzie osiągnął największy sukces w swojej karierze, zdobywając brązowy medal w biegu na 30 km. Wyprzedzili go jedynie zwycięzca Thomas Magnuson ze Szwecji oraz drugi na mecie Juha Mieto z Finlandii. Jest pierwszym polskim medalistą mistrzostw świata w biegach narciarskich. Ponadto 16–krotnie był mistrzem Polski.

## Osiągnięcia

### Igrzyska olimpijskie
| Miejsce | Dzień     | Rok  | Miejscowość | Konkurencja             | Czas biegu | Strata   | Zwycięzca            |
| ------- | --------- | ---- | ----------- | ----------------------- | ---------- | -------- | -------------------- |
| 29.     | 4 lutego  | 1972 | Sapporo     | 30 km stylem klasycznym | 1:36:31,15 | +7:04,53 | Wiaczesław Wiedienin |
| 33.     | 7 lutego  | 1972 | Sapporo     | 15 km stylem klasycznym | 45:28,24   | +3:18,48 | Sven-Åke Lundbäck    |
| 24.     | 5 lutego  | 1976 | Innsbruck   | 30 km stylem klasycznym | 1:30:29,38 | +5:17,44 | Siergiej Sawieljew   |
| 40.     | 8 lutego  | 1976 | Innsbruck   | 15 km stylem klasycznym | 43:58,47   | +4:05,84 | Nikołaj Bażukow      |
| 13.     | 11 lutego | 1976 | Innsbruck   | Sztafeta 4 × 10 km      | 2:07:59,72 | +8:06,91 | Finlandia            |
| DNF     | 14 lutego | 1976 | Innsbruck   | 50 km stylem klasycznym | 2:37:30,05 | -        | Ivar Formo           |

### Mistrzostwa świata
| Miejsce | Dzień     | Rok  | Miejscowość | Konkurencja             | Czas biegu | Strata   | Zwycięzca       |
| ------- | --------- | ---- | ----------- | ----------------------- | ---------- | -------- | --------------- |
| 3.      | 18 lutego | 1974 | Falun       | 30 km stylem klasycznym | 1:33:41,40 | +1:15,09 | Thomas Magnuson |
| 7.      | 21 lutego | 1974 | Falun       | Sztafeta 4x10 km        | 2:03:15,85 | +6:29,02 | NRD             |

### Puchar Świata
W sezonach 1973/1974 - 1980/1981 Puchar Świata rozgrywany był nieoficjalnie.

#### Miejsca w klasyfikacji generalnej
- sezon 1973/1974: 18.
- sezon 1974/1975: ?
- sezon 1975/1976: ?

#### Miejsca na podium
1. Falun – 17 lutego 1974 (30 km) – 3. miejsce
2. Le Brassus – 11 stycznia 1975 (15 km) – 3. miejsce